# 浜松中部学園
浜松中部学園（はままつちゅうぶがくえん）は、静岡県浜松市中央区にある公立の施設一体型小中一貫校。浜松市立中部小学校および浜松市立中部中学校から成る。

## 概要
- 2017年（平成29年）4月1日に、浜松市立中部小学校（浜松市立北小学校と浜松市立元城小学校の両校の統合により設立）と浜松市立中部中学校との小中一貫校として開校した。

## 沿革
- 2017年（平成29年）
  - 1月 - 校舎竣工[2]。
  - 4月1日 - 開校。
  - 4月7日 - 最初の始業式挙行。
  - 4月8日 - 開校記念式典挙行。
  - 4月10日 - 9時から、第1回入学式挙行。最初の入学生は、1年生（小学1年生相当）の99名。
- 2018年（平成30年）
  - 3月19日 - 第1回卒業式挙行。最初の卒業生は、9年生（中学3年生相当）の89名。

## アクセス
- 遠鉄バス
  - 「鹿谷町」バス停下車後、徒歩約370m・約6分。
  - 「美術館」バス停下車後、徒歩約475m・約7分。
  - 浜松駅より乗車の場合、「鹿谷町南」バス停下車。

## 周辺
- 学校法人松城幼稚園
- 国道257号
- 浜松城公園
  - 浜松城址
- 浜松市美術館

## 通学区域
- 旭町・池町・尾張町・鍛冶町・北田町・元目町・紺屋町・肴町・鹿谷町（旧松城）・下池川町・神明町・大工町・田町・千歳町・伝馬町・利町・常盤町（新川以西）・中沢町・松城町・元城町・元浜町・山下町・連尺町